# Галлер, Альбрехт фон (младший)
Альбрехт фон Галлер-младший (нем. Albrecht von Haller; 1758—1823) — швейцарский ботаник, сын Альбрехта фон Галлера (1708—1777).

## Биография
Альбрехт фон Галлер-младший родился в Берне 15 июня 1758 года в семье Альбрехта фон Галлера и Софии Амалии Кристины Тайхмайер.
Учился в Женевской академии, затем стал работать в администрации города Берн. В 1789 году Галлер принял участие в основании Бернского ботанического сада. В 1798 году он стал профессором ботаники в Бернском медицинском институте. С 1806 года он был директором Ботанического сада. Также Альбрехт был одним из первых членов Швейцарского общества естествознания.
В 1808 году Галлер женился на Елизавете Катарине Фишер.
Альбрехт фон Галлер скончался 1 марта 1823 года.
Основной гербарий Галлера, включающий образцы из Центральной Европы, хранится в Женевском ботаническом саду (G). Другой гербарий хранится в Ботаническом институте Бернского университета (BERN).